# Graminella aureovittatus
Graminella aureovittatus är en insektsart som beskrevs av Sanders och Delong 1920. Graminella aureovittatus ingår i släktet Graminella och familjen dvärgstritar. Inga underarter finns listade i Catalogue of Life.